# Kranioklast

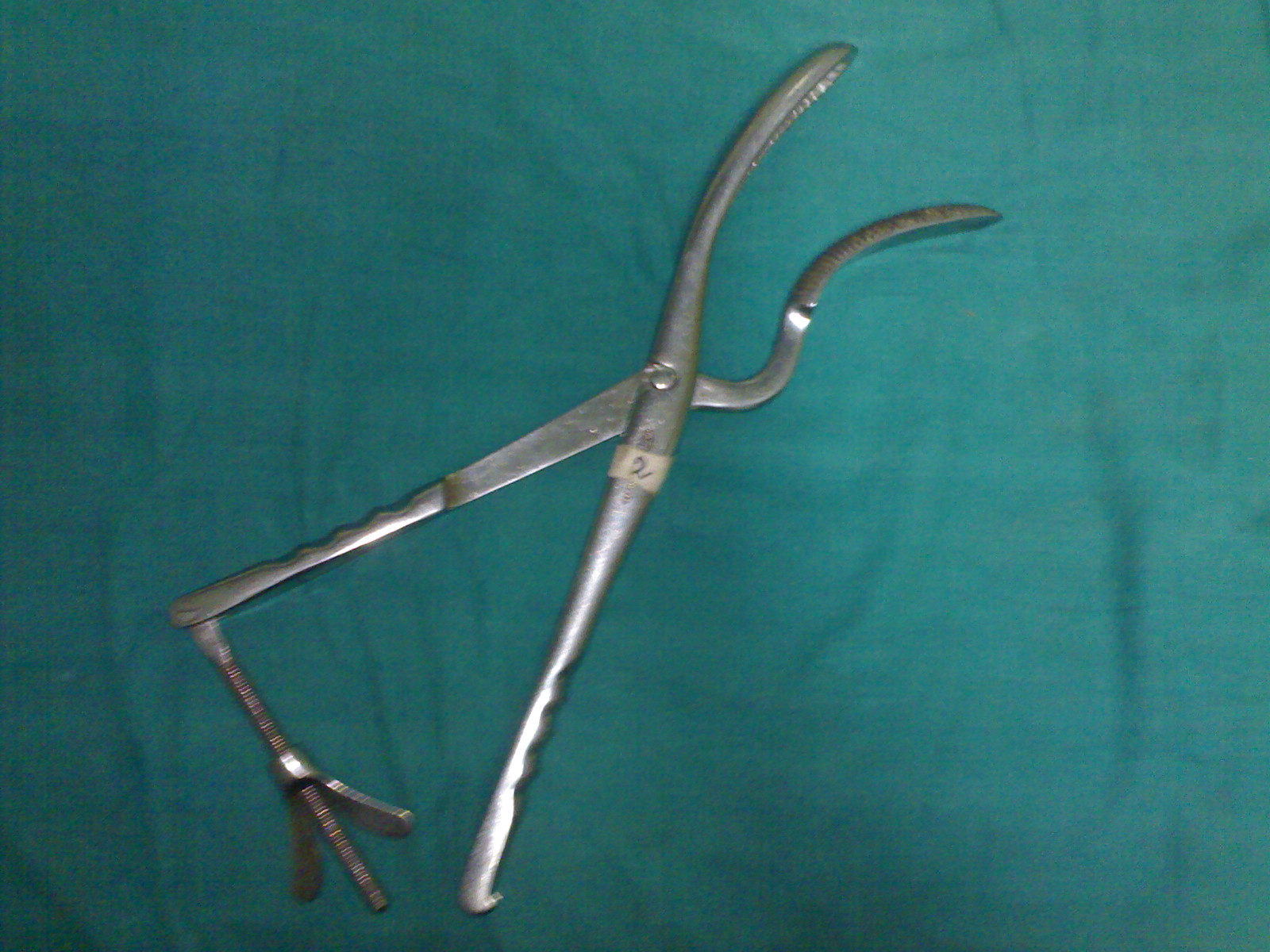
Kranioklast

Kranioklast (miażdż czaszkowy, gr. cranio-, "głowa" + -klastes, "łamacz", łac. cranioclastum, ang. cranioclast) – instrument stosowany w położnictwie podczas przeprowadzania aborcji lub w przypadku wewnątrzmacicznej śmierci płodu do uchwycenia i wyciągnięcia części kostnych czaszki płodu po jej uprzednim wymóżdżeniu. Składa się z dwóch ramion połączonych zamkiem osiowym, których rękojeści zaopatrzone są w śrubę zaciskającą.